# Hanovrien
Vous lisez un « bon article » labellisé en 2013.
Le Hanovrien est une race de chevaux de sport allemands, dont le nom provient de la ville de Hanovre. Il prend forme aux XVIIe et XVIIIe siècles, par croisement avec le Holsteiner au haras national de Celle. Destiné aux travaux de ferme un premier temps, il est allégé pour la remonte de la cavalerie au XIXe siècle, quand les croisements avec le Pur-sang et le Mecklembourgeois l'influencent. Après un court retour à la traction agricole, la race est réorientée vers les sports équestres au milieu du XXe siècle.
Le Hanovrien est un grand cheval imposant, taillé pour le sport et sélectionné sur son tempérament. Il est compétitif au plus haut niveau, notamment sur les épreuves de dressage où il domine le classement mondial depuis de nombreuses années grâce à ses allures élastiques et rythmées. Il est également très bon en saut d'obstacles et en concours complet, s'il est « près du sang ». Le Hanovrien est régulièrement présent aux premières places des classements publiés par la WBFSH, tant en individuel qu'en studbook et ce, toutes disciplines olympiques confondues. En outre, il a participé à l'amélioration de la race du cheval Westphalien.
S'il reste très majoritairement présent et élevé en Allemagne et surtout au haras national de Celle sous la houlette de l'Hannoveraner Verband qui fédère les autres associations nationales ou régionales d'éleveurs, la race s'est diffusée à d'autres pays. Elle est présente aux États-Unis, en Australie, en Afrique du Sud ou encore en France, grâce à ses capacités sportives et à son bon tempérament. Les ventes de Hanovriens à Verden sont mondialement réputées, les chevaux s'y vendent à plus de 100 000 € pour les meilleurs d'entre eux.

## Histoire

### Origine
Les origines du Hanovrien remontent au XVIIe siècle. Cette race est le fruit du croisement d’étalons Holsteiner et de juments lourdes autochtones de la région de Hanovre dont il tire son nom. À l'époque, les « chevaux blancs du Hanovre » sont très recherchés. Dans la région de Hanovre, capitale du Land de Basse-Saxe, l'armée recherche et, par la suite, sélectionne de bons chevaux de selle. Ces chevaux doivent aussi faire preuve d'élégance et de raffinement, afin de tirer les attelages des aristocrates. La jumenterie locale est croisée avec des étalons napolitains, orientaux et ibériques.

### XVIIIesiècle
En 1714, Georges Louis, électeur de Hanovre, accède au trône de roi d'Angleterre sous le nom de George Ier. Il importe des chevaux de Hanovre pour les atteler aux carrosses royaux. Ces animaux ont la particularité de posséder une robe claire, ils sont surnommés les « crèmes du Hanovre ». Leur fonction d'animaux d'attelage royaux perdure jusque sous George V, en 1910.
George II, roi de Grande-Bretagne et duc de Brunswick-Lunebourg, fils de George Ier, fonde en 1735 le haras national de Celle,, situé à environ 40 kilomètres de Hanovre, dans le Land de Basse-Saxe. Dans le but de rendre service à ses sujets, il commence un élevage sélectif. Les juments de Hanovre sont croisées avec des étalons Holsteiner,, de robe noire et des animaux venus de Prusse, d'Italie, d'Espagne et du Danemark. Le haras obtient des chevaux de trait polyvalents qui correspondent aux besoins de l'époque. Des croisements avec des Pur-sang allègent ensuite le Hanovrien, ce qui donne de très bons chevaux de selle et d'attelage, légers mais assez forts et robustes pour le travail des champs.

### XIXesiècle

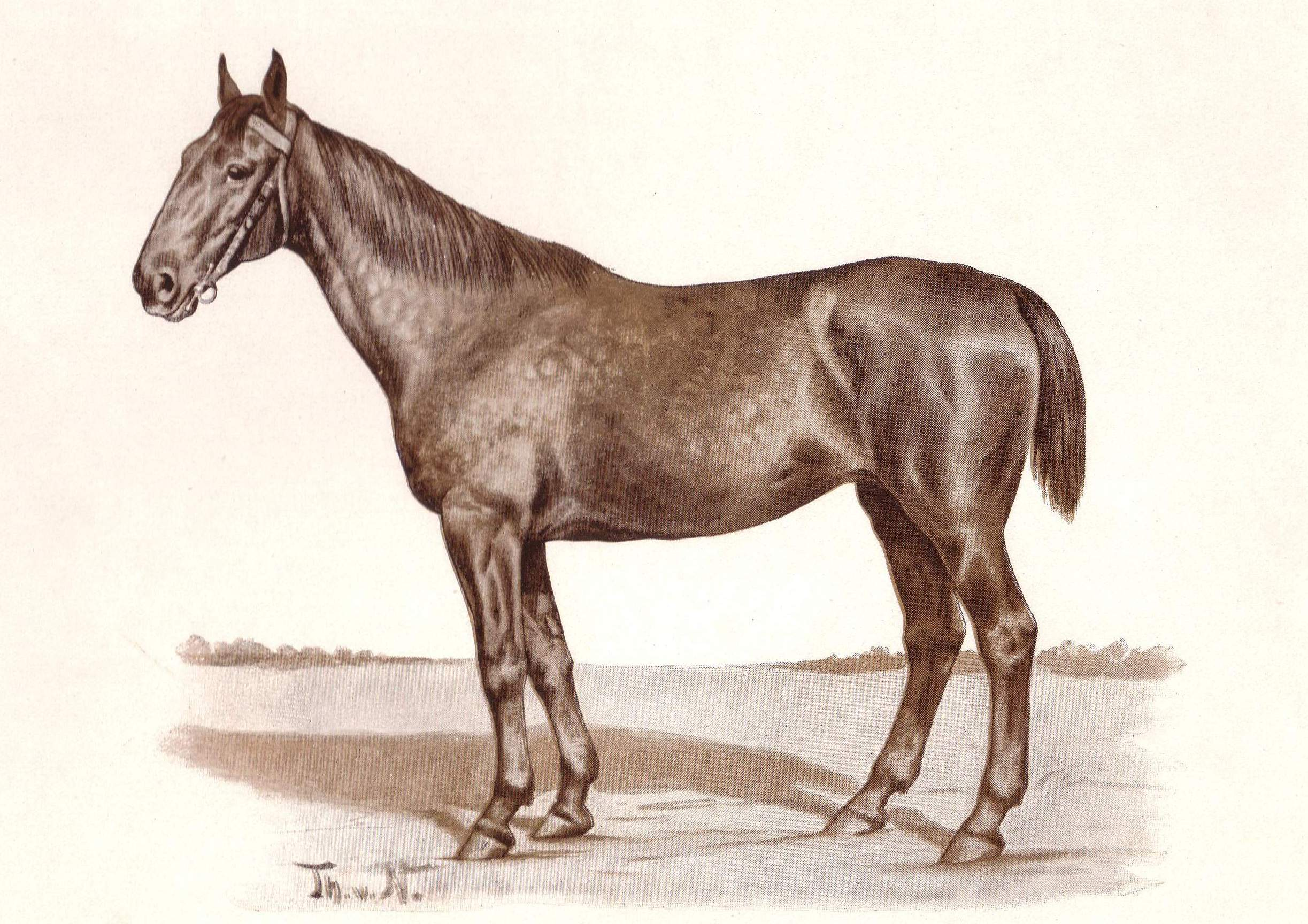
Le Hanovrien Rappstute, né en 1883 à Dochtersen.

Les guerres napoléoniennes affectent gravement le développement du Hanovrien. En 1816, il ne reste qu'une trentaine d'étalons au haras national de Celle, alors qu'il en comptait plus d'une centaine avant les conflits. L'élevage est relancé en croisant le Hanovrien avec des Mecklembourgeois et des Pur-sang,.
Au milieu du XIXe siècle, le Hanovrien devient un cheval de selle agréable, bien plus léger et doté de beaucoup de dynamisme. Il est de ce fait moins adapté aux travaux agricoles. De nouveaux croisements sont effectués afin d'obtenir le cheval puissant et solide que recherchent les agriculteurs pour le travail des champs. L'objectif de sélection à l'époque est double, il vise à obtenir à la fois un cheval de selle pour la cavalerie et un cheval de traction utilitaire.

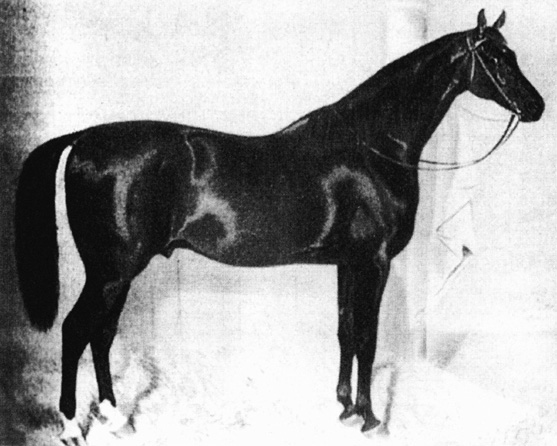
Jellachich (1844-1866), acquis par Celle en 1850.
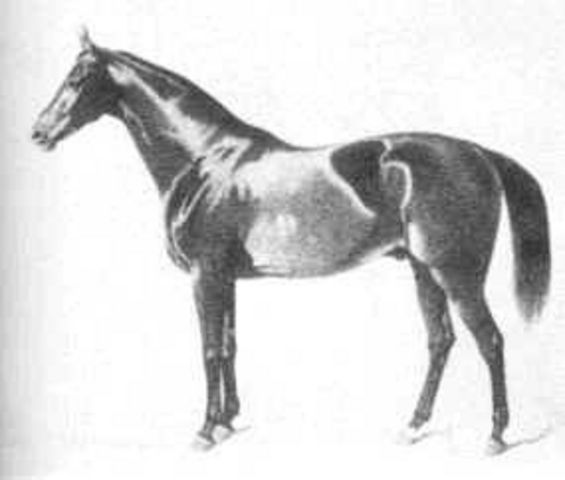
Zernebog (1845–1871), dont les descendants mâles forment les lignées F et W du Hanovrien. Acquis par le haras national de Celle.
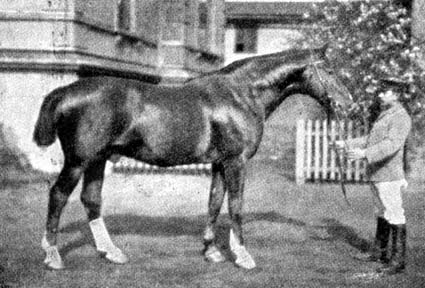
Alnok (1888-1913), étalon Hanovrien alezan par Adeptus xx et Nora.

Le « Stud Book du Cheval de Sang Hanovrien » est fondé en 1888 par la Société Royale d'Agriculture,. Dès sa création, il possède une excellente base puisque près de 1 600 lignées maternelles y sont répertoriées.

### XXesiècle

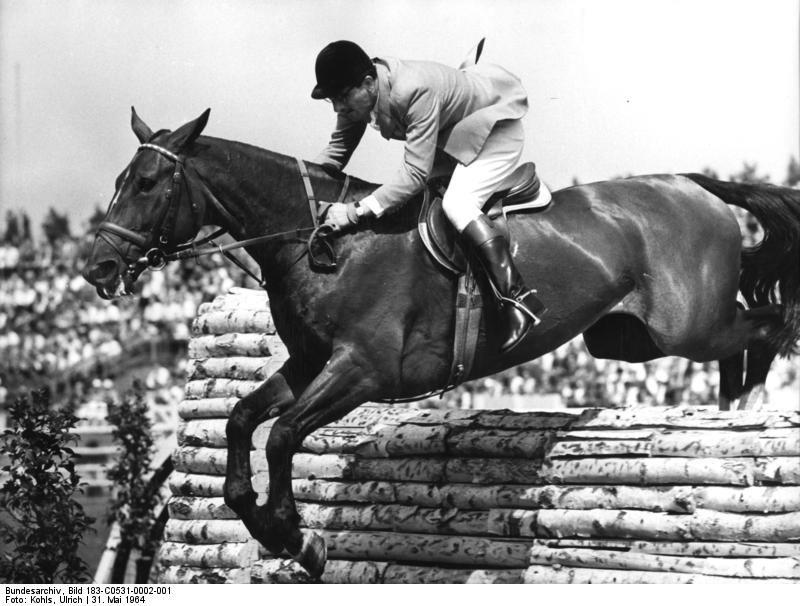
Le cavalier allemand Hans Günter Winkler avec son Hanovrien Fidelitas, aux Jeux olympiques d'été de 1964 à Tokyo.

Le stud-book du Hanovrien est tenu par la chambre d'agriculture de 1899 à 1922, date de formation de la Verbandes hannoverscher Warmblutzüchter (« association des éleveurs de Warmblood Hanovrien », devenue plus tard l'Hannoveraner Verband) en entraînant une privatisation de la possession du stud-book.
La Seconde Guerre mondiale amène le déclin de la plupart des races de chevaux d'attelage et de selle de type ancien, dont le Hanovrien. La mécanisation de l'agriculture participe également à la chute des effectifs. Ceux du haras national de Celle diminuent rapidement : de 539 reproducteurs en 1948, ils passent à 149 en 1963. Afin de conserver la race, des croisements sont effectués entre le Hanovrien et plusieurs autres chevaux de selle, le Trakehner et le Pur-sang,, mais également l'Anglo-arabe et le Pur-sang arabe, dans un but de reconversion vers les sports équestres. Le Hanovrien devient un très bon cheval de selle pour les compétitions. Le modèle est plus affiné, plus ardent que le cheval de travail d'autrefois, mais il conserve les qualités de force et de solidité. Il est rendu athlétique et harmonieux. Peu à peu, l'association fédère 50 clubs d'élevage locaux et rassemble un total de plus de 10 000 membres. Les célèbres ventes de Verden, où s'échangent la majorité des chevaux de la race, sont tenues pour la première fois en 1949. Elles sont organisées à la Niedersachsenhalle depuis 1972.
La popularité des Hanovrien sur la scène sportive internationale entraîne des exportations puis la création de sociétés d'élevage affiliées à l'Hannoveraner Verband, notamment aux États-Unis, en Australie et en Nouvelle-Zélande dès les années 1970. L'American Hanoverian Society est fondée en 1978. Une seule société d'élevage couvre l'Australie et la Nouvelle-Zélande en 1981 ; les deux pays créent des sociétés séparées en 1993,.
La Verein zur Foerderung des Reitsports auf Hannoverschen Pferden (association pour la promotion du cheval Hanovrien en sport équestre) est créée en 1985 et travaille de concert avec l'Hannoveraner Verband. Son but est d'unir des sponsors, entreprises ou autres et des cavaliers talentueux avec les chevaux Hanovriens les plus doués. De cette façon, le FRH supprime l'obstacle le plus fréquent à la réussite d'un cheval, les frais. Les chevaux réunis avec leurs cavaliers sous la houlette de cette association portent les initiales « FRH » comme une suffixe ou préfixe, par exemple Gigolo FRH, FRH Butts Abraxxas, ou encore Forsyth FRH.

### XXIesiècle
Le Hanovrien est un excellent cheval en compétitions internationales de sports équestres, s'illustrant très régulièrement en haut de tableau, essentiellement en dressage, en saut d'obstacles et en concours complet. Il est considéré comme l'un des meilleurs demi-sangs issus de l'élevage moderne du cheval de sport. En 2003, les ventes aux enchères de Verden atteignent leur plus haut résultat depuis leur création, avec un prix moyen à la vente de 11 481 euros et un record à 60 000 euros pour All Star II, un petit-fils d'Almé. En 2009, la Hannoveraner Verband absorbe le stud-book du Hessois, une race voisine. Il s'occupe aussi de la gestion du Rhénan sang-chaud, une autre race proche, depuis 2014.

## Description

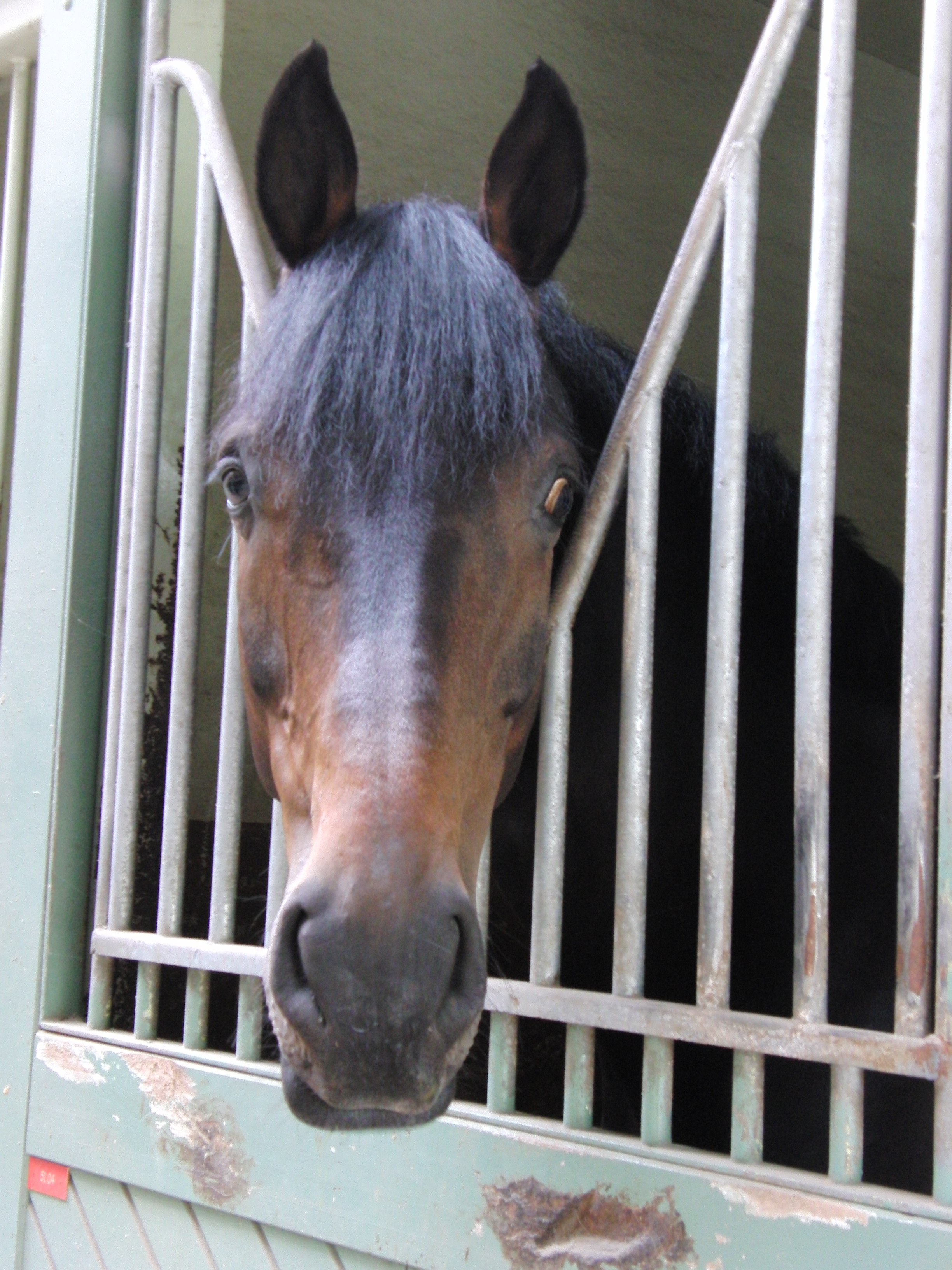
Tête d'un cheval Hanovrien.

### Morphologie

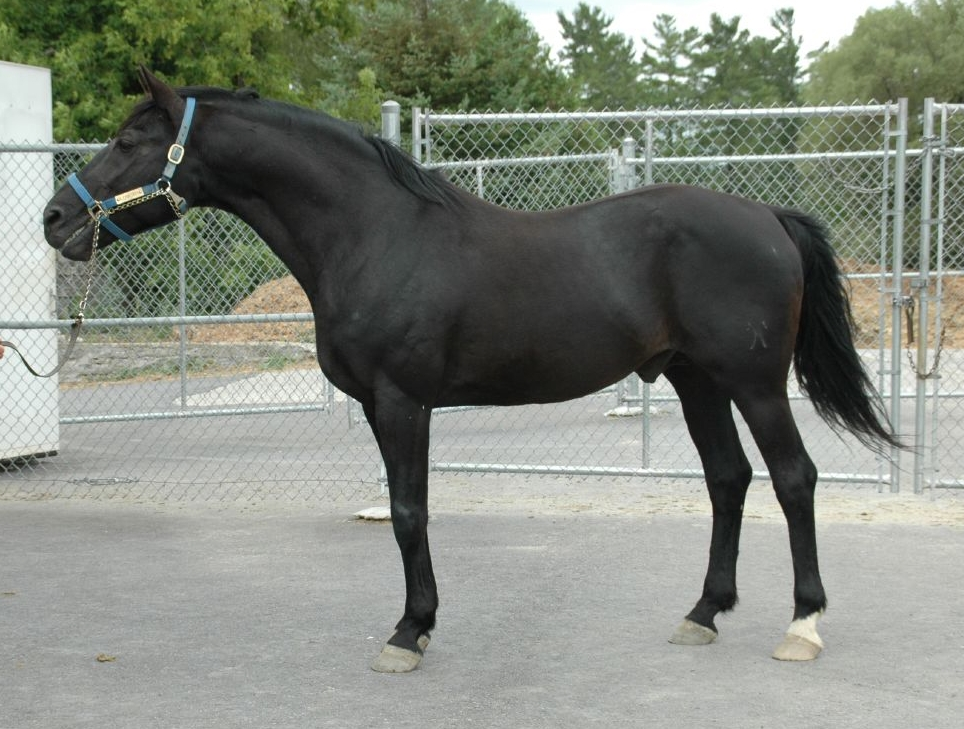
Étalon Hanovrien noir, au modèle.

Le Hanovrien est un grand cheval de selle imposant et très athlétique. Sa taille se situe généralement entre 1,55  et   1,73 m au garrot, la moyenne étant de 1,63 m, mais certains sujets peuvent dépasser 1,80 m.

#### Tête
L'ancien Hanovrien possédait une tête assez grossière, mais les croisements avec le Pur-sang l'ont affinée. Le Hanovrien possède une belle tête de taille moyenne, avec un profil rectiligne ou légèrement convexe, des ganaches bien dessinées et un front large. Les yeux sont grands et expressifs et le regard calme et doux.

#### Avant-main et corps
L'encolure est longue et élégante, bien attachée, et portée haut. Les épaules sont fortes, obliques et bien musclées, le garrot est saillant,. Le poitrail est large et profond. Le dos est droit et de longueur moyenne. Le corps est assez compact, avec un bon passage de sangle.

#### Arrière-main et membres
L'arrière-main est puissante et bien musclée, la queue est attachée haut. La croupe est assez longue, ample et bien arrondie,. Les membres sont solides, musclés et forts, ils possèdent des articulations larges et sèches ; les tendons sont résistants et bien détachés. Le pied était autrefois réputé faible, mais ce défaut a été corrigé, il est désormais bien conformé.

### Robes

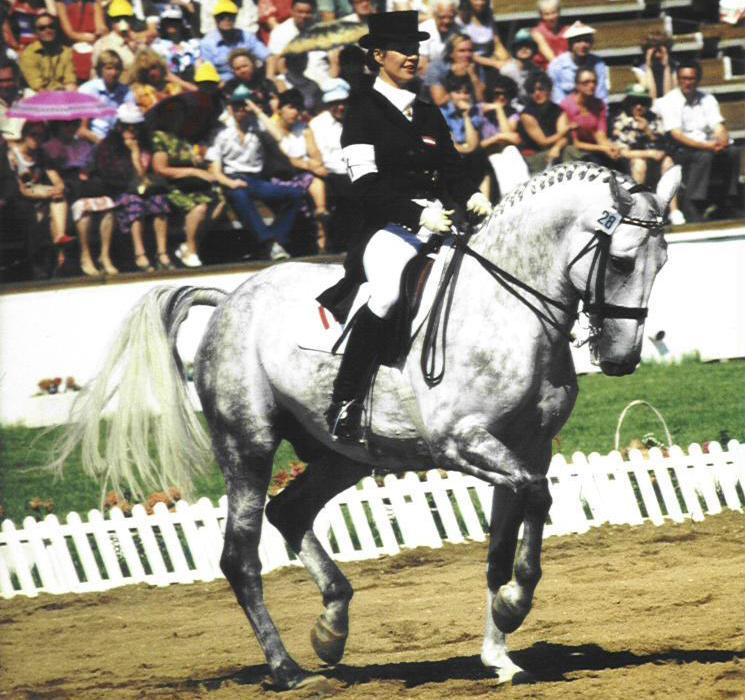
Elisabeth Max-Theurer sur Mon Chérie 2 aux jeux olympiques d'été de 1980 (Moscou), épreuve de dressage. La robe grise est un peu plus rare, mais bien présente chez le Hanovrien.

Les robes admises par le stud-book sont le bai, l'alezan, le noir, le gris et plus rarement le blanc, l'isabelle et le souris. Les marques en tête et les balzanes sont autorisées et assez fréquentes.

### Tempérament et allures
Un bon tempérament est l'une des spécificités du Hanovrien. C'est d'ailleurs l'un des critères dans la sélection des reproducteurs. Les chevaux sont généralement volontaires, coopératifs, aimables et intelligents. Si ses qualités et son énergie en font un performer au plus haut niveau, il convient également aux cavaliers amateurs qui apprécient son caractère très disponible,.
Le Hanovrien est naturellement doté d'une bonne impulsion et possède des allures légères et élastiques. Son pas couvre bien le sol et son galop est rythmé.

### Sélection

Marque du Hanovrien.

L'Hannoveraner Verband est chargé, depuis 1922, de la tenue du stud-book de la race et de la collecte d'informations sur les performances des chevaux. L'association instruit ses membres et encourage la recherche dans tous les aspects de l'élevage et de la santé de la race hanovrienne. La sélection du stud-book Hanovrien est très rigoureuse. L'approbation des reproducteurs, qu'ils soient étalons ou poulinières, est définie par plusieurs tests où sont analysés la morphologie, les allures et le mental des chevaux,. Les tests d'approbation exigent également de la polyvalence, c'est pourquoi tous les chevaux, quelle que soit l'orientation de leur lignée, sont testés sur des épreuves de dressage et de saut d'obstacles. La sélection des reproducteurs et le marquage des poulains se font chaque année lors des « tournées » des représentants allemands du stud-book.
Les étalons reproducteurs du haras national de Celle se voient apposer une marque représentant un « H » incurvé, dont les deux pointes supérieures se terminent en tête de cheval, représentant deux chevaux dos à dos. Cette marque a été créée par le roi George II en 1735. Le marquage au fer rouge est désormais sujet à controverses, l'Union européenne souhaite son interdiction et l'Allemagne l'a de ce fait banni en 2012.
Les poulains nés sur le sol américain doivent porter un nom comportant la même initiale que celui de leur père. Les juments facteur de Hanovrien autorisées en croisement y sont les Pur-sangs, Arabes et Anglo-arabe enregistrées, ou toute race allemande de type Warmblood enregistrée. Les chevaux issus de croisement sont autorisés sur toutes les compétitions organisées par l'American Hanoverian Society.

### Santé
L'un des buts de la sélection de la race est d'écarter les chevaux porteurs de maladies génétiques. La fertilité du Hanovrien est globalement bonne, les recherches effectuées sur des étalons ont mis en évidence de nouveaux gènes qui l'affectent. La diversité génétique est elle aussi assez bonne, avec un coefficient de consanguinité à 0.06 en 2012. Soit plus élevé que chez le Quarter Horse (0.04) et le cheval mongol (0.02), mais beaucoup plus bas que pour le Pur-sang (0.15).
L'ostéochondrite touche les os et le cartilage des articulations de chevaux Hanovriens en croissance. L'articulation la plus généralement touchée est celle du boulet des membres antérieurs ou postérieurs, plus rarement celle du jarret ou la rotule du grasset des membres postérieurs. L'ostéochondrite peut entraîner des micro-fractures, des accumulations de liquide, la perte de morceaux de cartilage, ou le détachement de morceaux de cartilage dans l'articulation. Cette dernière lésion est appelée ostéochondrite disséquante (OCD) et peut dégénérer plus tard vers des pathologies articulaires comme l'arthrose. L'ostéochondrite peut être un facteur de maladie naviculaire et du syndrome de Wobbler. Beaucoup de chevaux de sport, comme les Hanovriens, travaillent avec des douleurs articulaires qui peuvent entraîner la fin de leur carrière sportive. Entre 7 et 10 % des Hanovriens souffrent d'OCD dans les articulations des genoux et 12 à 24 % en présentent dans celles des boulets,,. Les recherches les plus récentes ont révélé que certaines caractéristiques morphologiques et d'autres facteurs héritables dans la croissance des os contribuent significativement au développement de l'ostéochondrite.

## Utilisations

### Équitation sportive
Le Hanovrien est essentiellement un cheval de sport, il est même considéré comme « le roi des chevaux de compétition », pour sa domination du classement de la World breeding federation for sport horses (WBFSH), notamment de 1990 à 2000. Ses performances lui valent de remonter les cavaliers de concours dans les pays qui ne possèdent pas d'élevage de chevaux de sport particulier. Il a remporté six fois le Best of All Trophy, récompense suprême du cheval de sport dans les trois disciplines olympiques. Ses aptitudes au saut d'obstacles et en dressage sont remarquables, il concourt aussi en complet et parfois en attelage. Il est fréquemment utilisé en croisement.

#### Obstacle

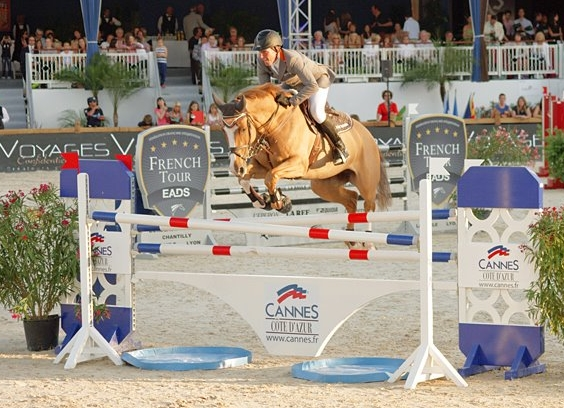
Ludger Beerbaum et Gotha FRH lors du Global Champions tour de Cannes en 2012 en sport.

Le saut d'obstacles est une discipline dans laquelle le Hanovrien concourt au plus haut niveau. Sa force et ses capacités athlétiques sont autant d'atouts dans cette discipline.
La liste des chevaux hanovriens ayant remporté de grands événements mondiaux dans la discipline du saut d'obstacles est très longue, mais quelques noms s'illustrent davantage : Dollar Girl, vainqueur de la coupe du monde de 1995 avec Nick Skelton ; Top Gun, médaille d'or par équipes aux Jeux olympiques de 1988 avec Franke Sloothaak ; Deister, triple champion d'Europe de saut d'obstacles sous la selle de Paul Schockemöhle ; Tigre, médaille d'or par équipes aux championnats du monde en 1978 avec Caroline Bradley ; Simona, champion du monde en 1974 avec Hartwig Steenken ; ou encore Ferdi, médaille d'or par équipes aux Jeux olympiques de 1960 avec Alwin Schockemöhle.
Plus récemment, l'étalon For Pleasure est devenu double champion olympique et triple champion d'Europe par équipe, il a été monté par Marcus Ehning et précédemment par Lars Nieberg. Il a été sacré « Meilleur cheval du monde » en 2003 par la World Breeding Federation for Sport Horses (WBFSH). Shutterfly, hongre de Meredith Michaels-Beerbaum, a pris sa retraite en 2011 devant 40 000 spectateurs après avoir remporté le Grand Prix d'Aachen en 2005, trois finales de coupe du monde et une médaille de bronze en individuel aux jeux équestres mondiaux de 2006.
La race tend toutefois à reculer au classement WBFSH à l'obstacle. En 2013, le stud-book Hanovrien est en cinquième position, contre quatrième en 2008 et troisième en 2004.

#### Dressage

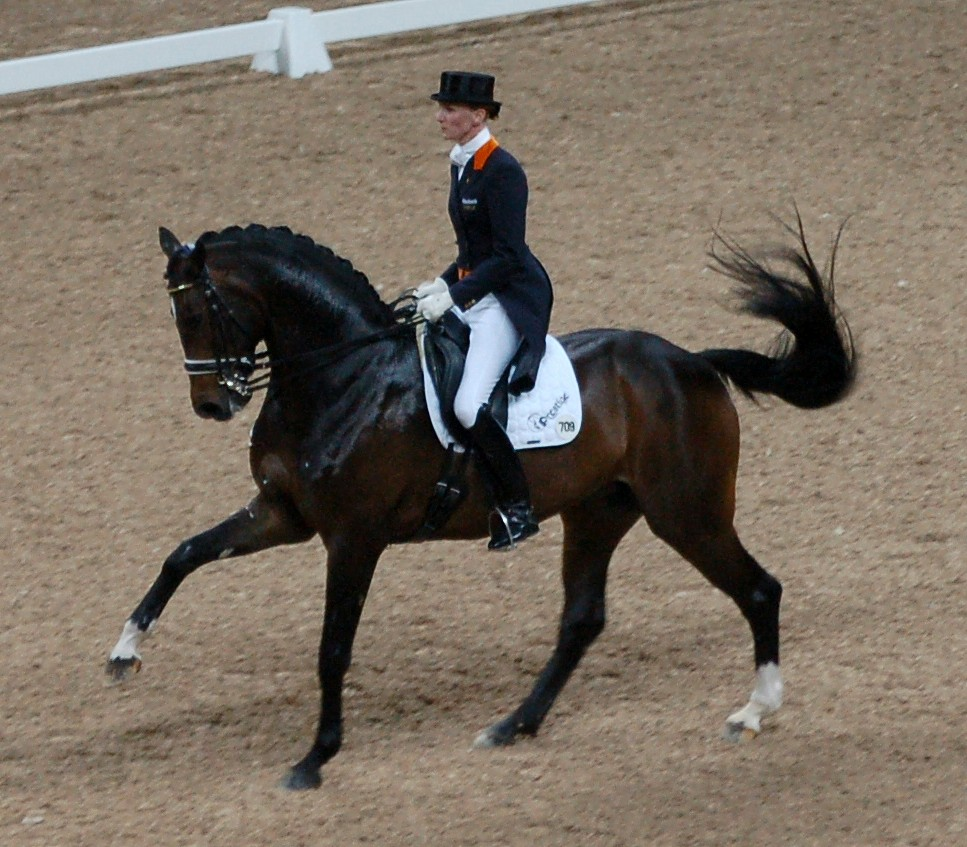
Imke Schellekens-Bartels et Sunrise lors d'un concours de dressage.

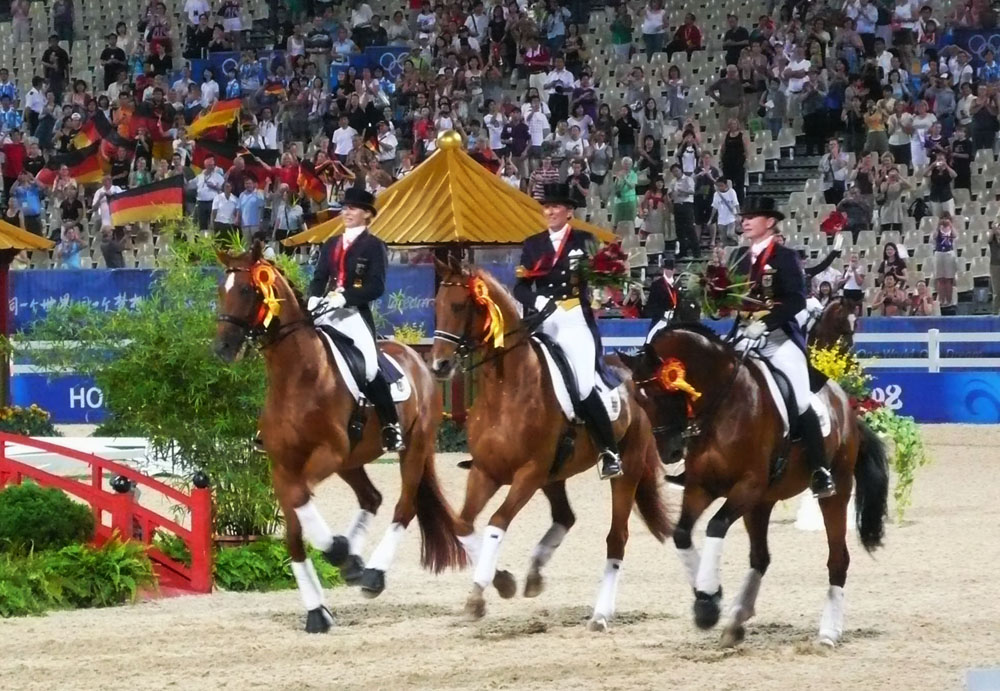
L'équipe allemande de dressage championne du monde aux jeux olympiques d'été de 2008, à Pékin : les trois chevaux sont des hongres Hanovriens.

Le Hanovrien excelle en dressage. Sa puissance et son action énergique correspondent parfaitement aux exigences de la discipline. Il possède une bonne présence, des allures et une puissance parfaitement adaptées. Il a d'ailleurs remporté sept fois de suite le trophée dressage du World Breeding Championship of Sport Horses, organisé entre les six meilleurs stud-books des races de chevaux de sport, y compris en 2013. Ce qui en fait toujours statistiquement la meilleure race mondiale pour la pratique de cette discipline.
Gigolo est le gagnant de nombreux titres nationaux, internationaux et olympiques avec sa cavalière Isabell Werth. Satchmo, autre cheval d'Isabell Werth, a également été champion olympique de dressage en 2008 par équipe et médaille d'argent en individuel. L'année 2008 a d'ailleurs consacré le Hanovrien et sa société d'élevage, la Hanoverian Verband, comme les meilleurs acteurs mondiaux de la discipline, puisque les quatre premiers chevaux au classement mondial du dressage appartiennent tous à la race hanovrienne.
Salinero a pour sa part été double champion olympique de dressage en 2004 et 2008, sous la selle d'Anky van Grunsven.

#### Complet
En principe, le Hanovrien est moins performant en concours complet en raison d'un manque de vitesse pure et de fond. Il est beaucoup plus compétitif sur les épreuves de cross du complet lorsqu'il possède un fort pourcentage de Pur-sang.
Friedrich Butt est un éleveur de chevaux Hanovriens particulièrement influent dans le monde du complet. Ses croisements de juments demi-sang Hanovrien avec des étalons Pur-sang donnent des sujets très compétitifs dans la discipline, comme Butts Abraxxas et Butts Leon, deux chevaux membres de l'équipe de complet qui a remporté la médaille d'or aux jeux olympiques de Pékin en 2008. En 2001, le Hanovrien A Criminal Mind, né au Canada, a remporté le prestigieux Rolex Kentucky Three Day.

#### Autres disciplines

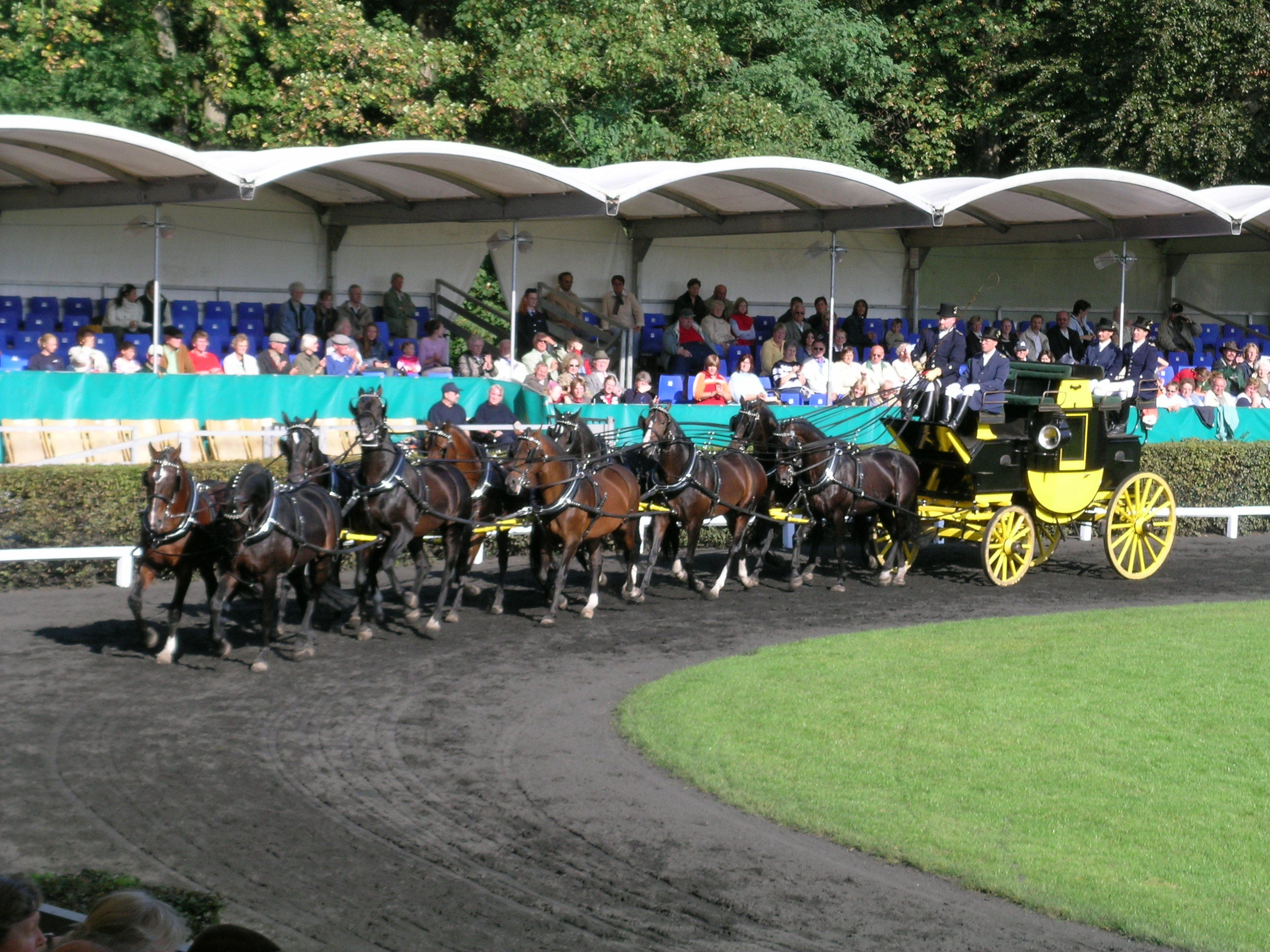
Équipage de dix Hanovriens à l'attelage.

Il se prête à de nombreuses autres disciplines. En attelage, son tempérament actif et équilibré est apprécié. C'est aussi tout simplement un cheval polyvalent, en équitation sportive comme en loisir.

### Maintien de l'ordre

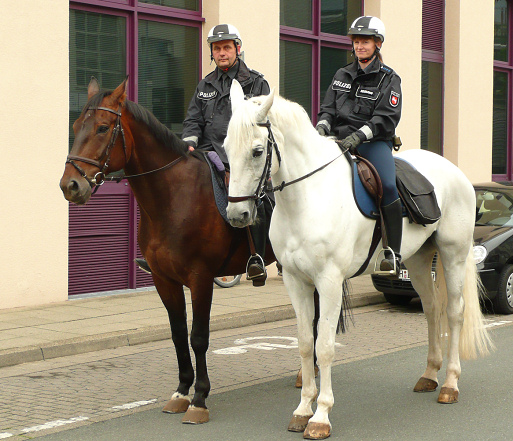
Policiers montés à Hanovre.

La police montée de Hanovre (de) utilise des Hanovriens parmi sa trentaine de chevaux.

### Croisements
Le Hanovrien est très fréquemment utilisé pour croiser avec d'autres races de chevaux de sport, car il est considéré comme améliorateur. Il a ainsi largement participé à la création d'une autre race allemande, le Westphalien.

## Diffusion de l'élevage
Le Hanovrien est considéré comme une race transfrontière à diffusion internationale, présente dans 12 pays à travers le monde (en 2010). Comme la plupart des races de chevaux de sport, il ne fait pas l'objet d'évaluation globale de son niveau de menace. Cependant, le Hanovrien est considéré comme très rare en Ukraine et dans l'Oldenbourg, et comme rare au Danemark. Il est le plus fortement représenté en Allemagne et s'exporte très bien, ce qui explique sa présence dans de nombreux autres pays, parmi lesquels les États-Unis, l'Amérique du Sud, l'Australie et la France. Deux sociétés d'éleveurs sont présentes au Canada, en plus d'autres sociétés au Royaume-Uni, en Italie, au Danemark, en Finlande, en Suède, en Russie, en Afrique du Sud et en Bulgarie. En 2007, près de 16 700 juments et 480 étalons de race hanovrienne sont agréés à la reproduction dans le monde entier, pour un nombre d'éleveurs avoisinant les 10 000. Un Hanovrien est globalement cher à l'achat, ce coût étant justifié par la sélection rigoureuse dont il est l'objet. Son succès provient à la fois de ses capacités sportives et de son tempérament sympathique.

### En Allemagne

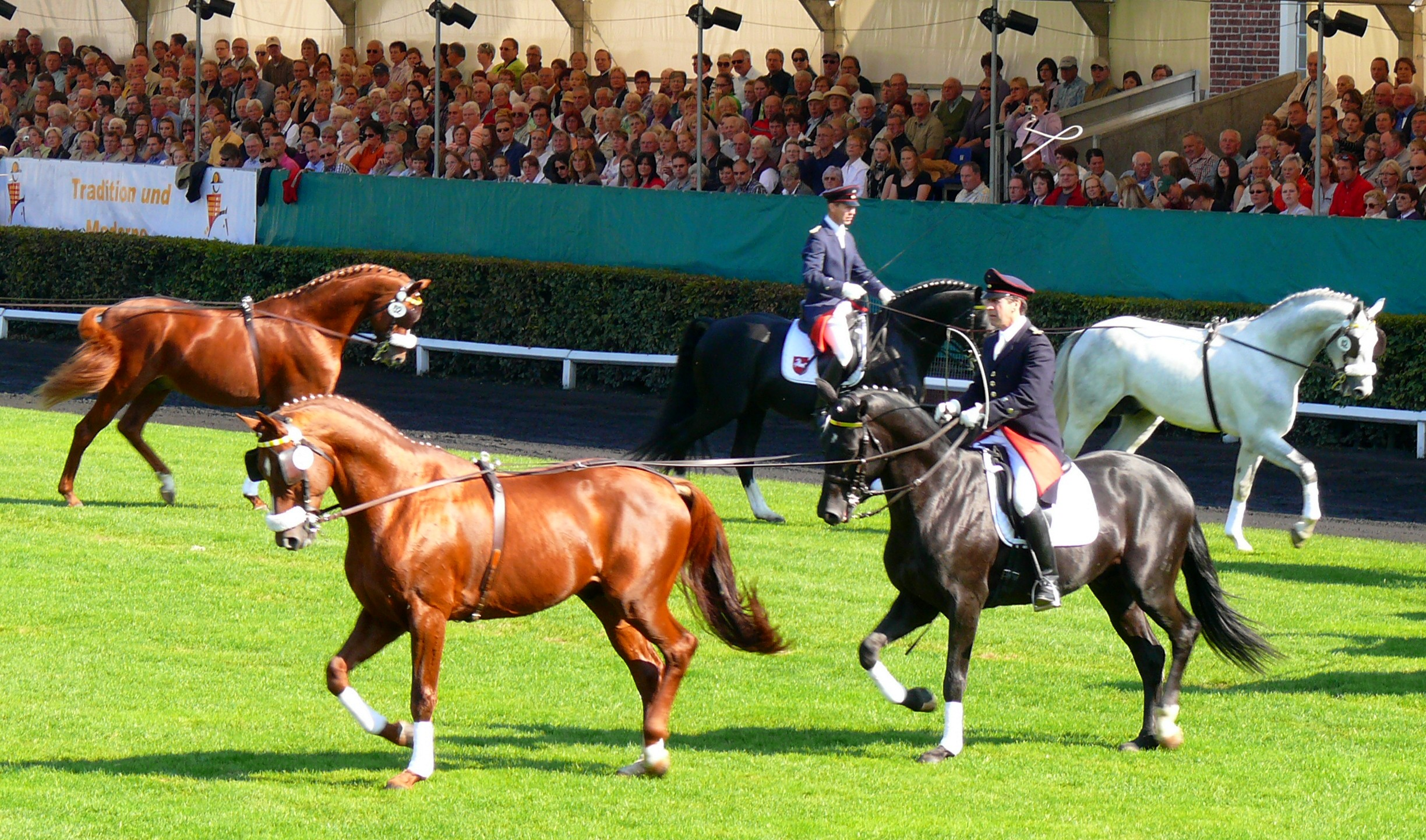
Parade des Hanovriens au haras national de Celle.

L'Hannoveraner Verband est l'organisation qui fédère les éleveurs allemands et internationaux (à l'international, Hanoverian Society). Ces éleveurs sont organisés au sein d'associations d'élevage locales. Celles-ci peuvent être régionales, comme c'est le cas pour l'Allemagne, ou bien nationales, dans le cas des autres pays. Toutes ces associations sont coordonnées par l'Hannoveraner Verband,.

#### Ventes de Verden
Verden est le siège social du Hannoveraner Verband, c'est aussi le lieu où se déroulent plusieurs fois dans l'année les célèbres ventes du même nom. Les ventes de Verden offrent la possibilité d'acquérir de très bons sujets Hanovriens, qu'ils soient poulains, jeunes chevaux, poulinières ou étalons. Leur succès et leur renommée sont mondiaux. Dix ventes sont organisées chaque année au moins, chacune proposant des animaux de très haute qualité. La plus connue est la vente élite des chevaux de selle, en avril et octobre. Des vainqueurs de coupe du monde comme Aramis, Mr T et Walk on Top ont été acquis aux ventes élite de Verden. Les chevaux arrivent sur place 4 semaines avant la tenue des ventes, pour être entraînés, passer des radiographies et pour détecter les irrégularité ou vices d'écurie. Les animaux les plus chers atteignent régulièrement des prix de plus de 100 000 €. Le record est de 900 000 € pour Lemony's Nicket en 2011.

#### Haras national de Celle
S'il est indépendant du Hannoveraner Verband, le haras national de Celle joue toujours un rôle important dans le développement et la promotion du cheval Hanovrien. On compte près de 130 étalons dans ce haras, qui représentent à eux seuls près des deux tiers des reproductions annuelles dans la race, essentiellement par insémination artificielle,.

### Aux États-Unis
Les Américains ont commencé à importer des chevaux Hanovriens, au vu de leurs résultats sportifs, dans la seconde moitié du XXe siècle. C'est en 1978 qu'est créée l'American Hanoverian Society (AHS), dans le but de fédérer le travail des éleveurs. L'AHS suit les règles et recommandations du Hannoveraner Verband comme le veut l'organisation du stud-book, dès 1995, elle assume l'entière responsabilité de la gestion de la race sur le sol américain. Le Hanovrien est populaire aux États-Unis et rencontre du succès.

### En France

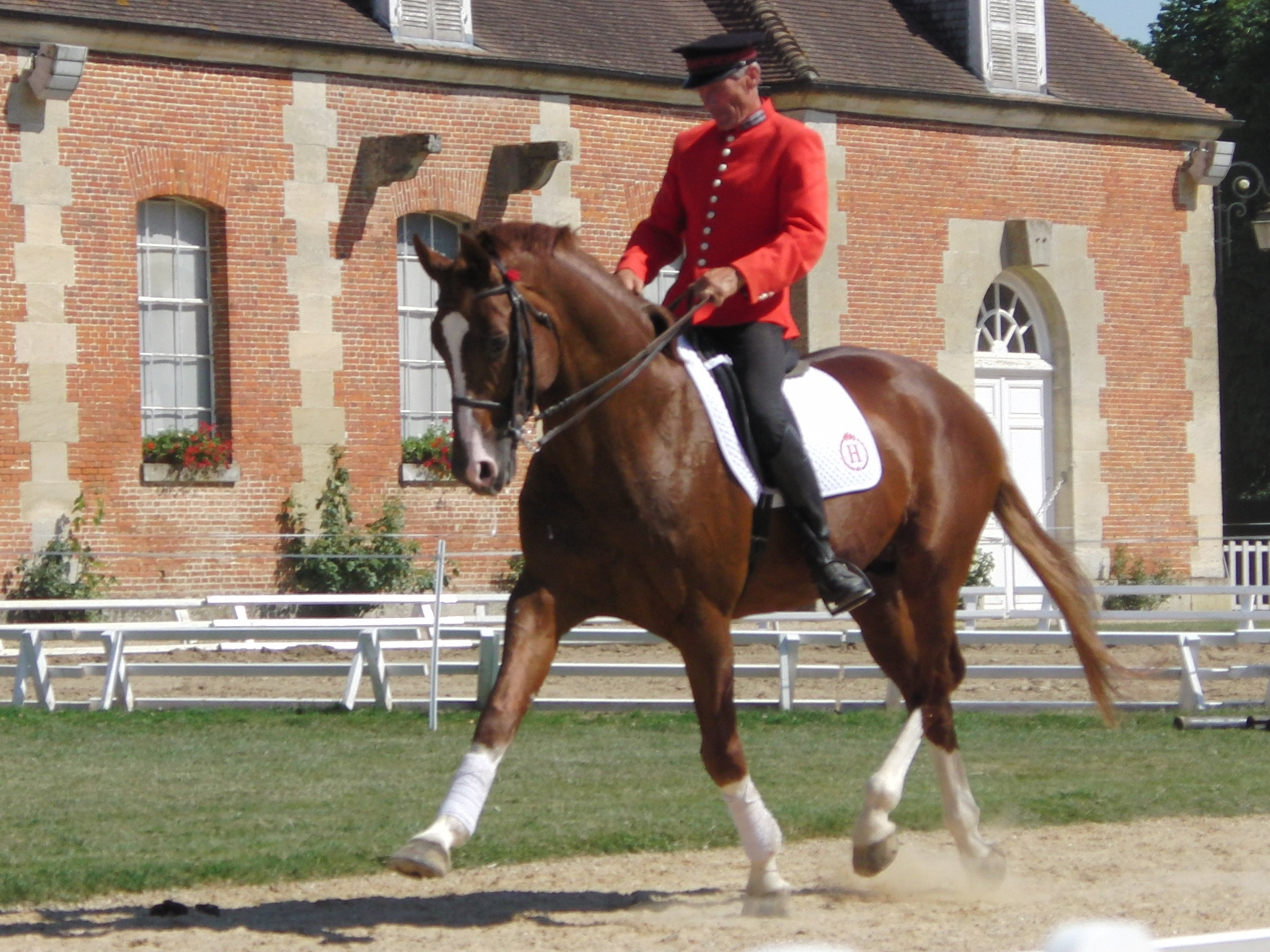
Présentation d'un étalon Hanovrien au Haras national du Pin en 2013.

En France, la race est gérée par l'Association Française des Éleveurs et des Amis du Cheval Hanovrien (AFEACH), née en 2006. Depuis février 2008, un accord a été signé entre le SIRE des Haras nationaux et le Hannoveraner Verband, qui permet l'élevage en France des chevaux Hanovrien en respectant à la fois la réglementation française et le programme d'élevage allemand.
Le Hanovrien reste peu présent en France. En 2013, on dénombre près de 3 000 chevaux sur le territoire pour environ 200 poulinières. Les éleveurs, la même année, sont une soixantaine en activité, dont une quarantaine vraiment réguliers. L'élevage français est très largement axé sur la discipline du dressage,, où un réel marché est possible, contrairement au saut d'obstacles où le selle français est largement plébiscité.

### Note
1. ↑  Les interprétations diffèrent, pour certains il s'agit de la robe crème, pour d'autres de l'isabelle

#### Ouvrages spécialisés
- [von Stenglin 1987] (de) Christian von Stenglin, Hannoveraner : Ihre Geschichte, Zucht und Leistung, Stuttgart, Kosmos Verlags-GmbH, coll. « Franckhs Reiterbiblithek », 1987, 112 p. (ISBN 3440051528 et 9783440051528, OCLC 11017048)
- [Schridde 2004] (de) Claus Schridde, Hannovers Hengste : Dynastien im Wandel, Gelting, Asmussen, 2004, 136 p. (ISBN 3935985169 et 9783935985161, OCLC 76713283)

#### Ouvrages généralistes
- [Collectif 2002] Collectif, Chevaux et poneys, Paris, Éditions Artemis, 2002, 128 p. (ISBN 2-84416-025-5 et 978-2-84416-025-6, OCLC 468176930, BNF 37045855, lire en ligne), p. 38
- [Hubrecht 2005] Emmanuelle Hubrecht (dir.), « Le hanovrien », dans Les plus beaux chevaux du monde, Grenoble, éditions Atlas, coll. « Atlas nature », 3 mai 2005 (ISBN 2723451402 et 9782723451406, OCLC 419760879)
- [Edwards 2006] Elwyn Hartley Edwards (trad. Philippe Sabathe et Isabelle Cassou), Les chevaux [« Ultimate Horse »], Romagnat, De Borée, 2006, 272 p. (ISBN 2-844-94449-3 et 978-2-844-94449-8, OCLC 421726096, BNF 40951112, lire en ligne), p. 78-79
- [Draper 2006] Judith Draper (trad. Sophie Smith, ill. Rodney Paull, photogr. Kit Houghton), Le grand guide du cheval : les races, les aptitudes, les soins [« The Book of Horses and Horse Care »], Romagnat, Éditions de Borée, 2006, 256 p. (ISBN 2-84494-420-5 et 978-2-84494-420-7, OCLC 470405910, BNF 40173187, lire en ligne), p. 78-79
- [Hendricks 2007] (en) Bonnie Lou Hendricks (préf. Anthony A. Dent), International Encyclopedia of Horse Breeds, Norman, University of Oklahoma Press, 2007, 486 p. (ISBN 080613884X et 9780806138848, OCLC 154690199, lire en ligne), p. 213-214
- [Lynghaug 2009] (en) Fran Lynghaug, The Official Horse Breeds Standards Book : The Complete Guide to the Standards of All North American Equine Breed Associations, Minneapolis, Voyageur Press, 2009, 672 p. (ISBN 1616731710 et 9781616731717, OCLC 759839527, lire en ligne), p. 598-602
- [Bauer 2011] (en) Mary Ellen Bauer, Which Horse of Course, Xlibris Corporation, 2011 (ISBN 9781462866236, lire en ligne), p. 112-113
- [Pickeral 2012] (en) Tamsin Pickeral (préf. William Fox-Pitt), The Majesty of the Horse : An Illustrated History, Londres, HarperCollins UK, 2012, 1re éd., 288 p. (ISBN 9780007498123, lire en ligne)
- [Rousseau 2016] Élise Rousseau (ill. Yann Le Bris), Guide des chevaux d'Europe, Delachaux et Niestlé, 1er août 2016 (ISBN 978-2-603-02437-9).

#### Article de presse
- [Chauvin 2013] Maylis Chauvin, « Le hanovrien ou l'exigence d'un stud-book », Cheval Magazine, no 501,‎ août 2013, p. 38-41